# Psalter von al-Mudil

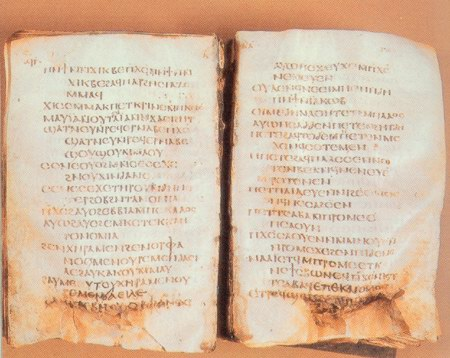
Psalter von al-Mudil

Der Psalter von al-Mudil ist eine Lederhandschrift aus dem späten 4. oder frühen 5. Jahrhundert aus Mittelägypten.
Er enthält den vollständigen Text der Psalmen im sahidischen Dialekt der koptischen Sprache und ist der älteste vollständige koptische Psalter.
Die Handschrift besteht aus 498 Blättern im Format 12,2 × 16,7 cm, die in Holzdeckel eingebunden sind. Der Text ist in 21 Zeilen je Seite geschrieben.
Die Handschrift wurde 1984 in einem Grab auf dem koptischen Friedhof von al-Mudil gefunden. Sie lag aufgeschlagen unter dem Kopf eines jungen Mädchens. Möglicherweise beruhte diese Bestattungsweise auf alten ägyptischen Traditionen, das Ägyptische Totenbuch mit in ein Grab zu geben.
Die Handschrift befindet sich heute im Koptischen Museum in Kairo mit der Inventarnummer 12488 (Inv. 6614 der Handschriftenabteilung).

## Textausgabe
- Gregor Emmenegger: Der Text des koptischen Psalters aus al-Mudil. Ein Beitrag zur Textgeschichte der Septuaginta und zur Textkritik koptischer Bibelhandschriften, mit der kritischen Neuausgabe des Papyrus 37 der British Library London (U) und des Papyrus 39 der Leipziger Universitätsbibliothek (2013) (= Texte und Untersuchungen zur Geschichte der altchristlichen Literatur, Bd. 159). Walter de Gruyter, Berlin/New York 2007, ISBN 978-3-11-019948-2.